# Ютейни, Яакко
Яакко Ютейни (фин. Jaakko Juteini, 14 июля 1781, Рахкойла, Хаттула — 20 июня 1855, Выборг) — финский поэт-просветитель, драматург и общественный деятель. Писал на финском и шведском языках.

## Биография

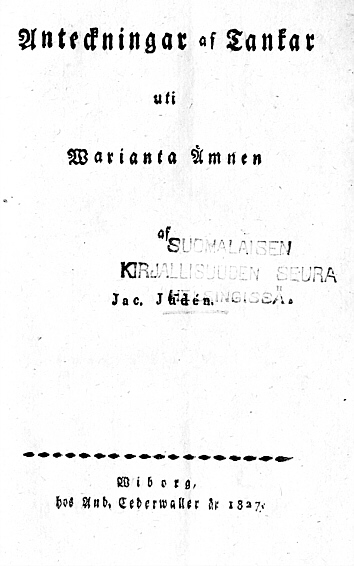
Титульный лист «Мыслей на разные темы»

Родился в многодетной крестьянской семье в деревне Рахкойла недалеко от Хаттула. Двенадцати лет поступил в тривиальную школу в Тавастгусе (Хямеенлинне); тогда же был записан как Якоб Юден (швед. Jacob Judén). В 1800 году предпринял попытку поступить в Кафедральную школу в Або, где надеялся получить право на священство. Затем поступил в Абоскую академию. Сначала он изучал богословие, а затем занялся гуманитарными науками.
В Академии Ютейни знакомится с Х. Г. Портаном и Ф. М. Франценом. Одновременно он, работая домашним учителем, встречается со многими приверженцами феннофильских взглядов, и проникается их идеями.
В 1810 году Яакко Ютейни ушёл из Академии. В получении диплома ему было отказано по политическим мотивам. В том же году он опубликовал свой первый сборник стихов.
В 1813 году поэт переезжает в Выборг, где получает должность секретаря городского магистрата. Спустя год Андрес Седерваллер основал в городе издательство, в котором Ютейни издал множество собственных сочинений — стихов, прозы, пьес, собранных пословиц и поговорок, а также научных работ.
В своих произведениях, в частности, в пьесе «Семейство» (1817) и стихах, Ютейни критиковал современное ему финское общество и церковь, выражал сочувствие финским крестьянам, угнетаемым шведским дворянством. В отместку за его сатирическую антиклерикальную пьесу «Шутка про нечистые силы» капеллан прихода Виролахти Ф. Й. Альквист в 1818 году сочинил про Ютейни оскорбительный пасквиль, настолько задевший поэта, что тот одно некоторое время хотел оставить всякое литературное творчество.
Помимо прочего, Яакко Ютейни выступал за укрепление положения финского языка, поскольку, как и все фенноманы, был убеждён, что престиж языка необходим для развития национального самосознания его носителей. В 1820 он писал: «Язык — это железный обруч, который сплачивает весь народ».
В 1826 году поэт женился на своей экономке Катарине М. Бланк и проиобрёл для молодой семьи каменный дом на Крепостной улице. В следующем году у супругов родился сын Йоэль Якоб, позднее издавший собрание сочинений отца в девяти томах.
 Среди множества светских людей, блистающих знатностью и сановностью, едва ли найдётся человек, кого с точки зрения полезности его деятельности можно было поставить рядом со скромным секретарём выборгского магистрата, чьё имя потомство вспоминало с таким уважением.
1827 год стал тяжёлым для Ютейни. Духовный капитул не дал разрешение на издание одного из его произведений, «Мыслей на разные темы», поскольку книга содержала представления о церкви, противоречившие евангелистскому учению. Затем анонимный доносчик сообщил об этом в Петербург начальнику тайной полиции графу А. Бенкендорфу, который в свою очередь написал генерал-губернатору Финляндии А. Закревскому. Был издан приказ изъять все экземпляры и начать судебное разбирательство. Суд приговорил Ютейни к штрафу в 300 рублей, а весь тираж постановил уничтожить. Абоский надворный суд, в который поэт подал апелляцию, освободил его от уплаты штрафа, однако оставил в силе решение об уничтожении издания, и в начале 1829 года на площади перед Абоским замком было сожжено 163 непереплётных и 27 переплётных экземпляров. После этого Ютейни больше не издавал книг, а публиковал свои статьи и стихи в газетах и журналах — прежде всего в «Вестнике» (фин. Sanansaattaja), основанном в 1833 году.
В 1840 году Яакко Ютейни стал удостоен звания Почётного доктора Абоской академии, правда, в основном за свои работы на шведском языке. В том же году он уходит в отставку с поста секретаря Выборгского городского магистрата и некоторое время работает цензором выборгской типографии, в которой когда-то издавал собственные книги.
На следующий год Ютейни принял участие в организации Выборгской библиотеки, открытой 12 марта. Он подписал Правила библиотеки (председателем Общества поддержки был избран Карл Густав Маннергейм). 1841 год также ознаменован трагедией в личной жизни Яакко: умирает его жена Катарина Бланк.
В 1845 Ютейни стал одним из 15 жителей города, подписавших акт об утверждении Выборгского Общества Финской литературы. Его провозгласили первым президентом общества, однако спустя четыре года он отказался от этой должности, оставшись активным его членом.
Яакко Ютейни ушёл из жизни в 1855 году и был похоронен на Ристимякском кладбище в Выборге. На его надгробии была выведена надпись: «Tässä lepää maallisen viisauden tohtori Jaakko Juteini» («Здесь покоится доктор мудрости земной Яакко Ютейни»). Впоследствии кладбище было заброшено, могила утрачена, поиски финских активистов позволили лишь обнаружить фрагмент надгробия

## Адреса в Выборге

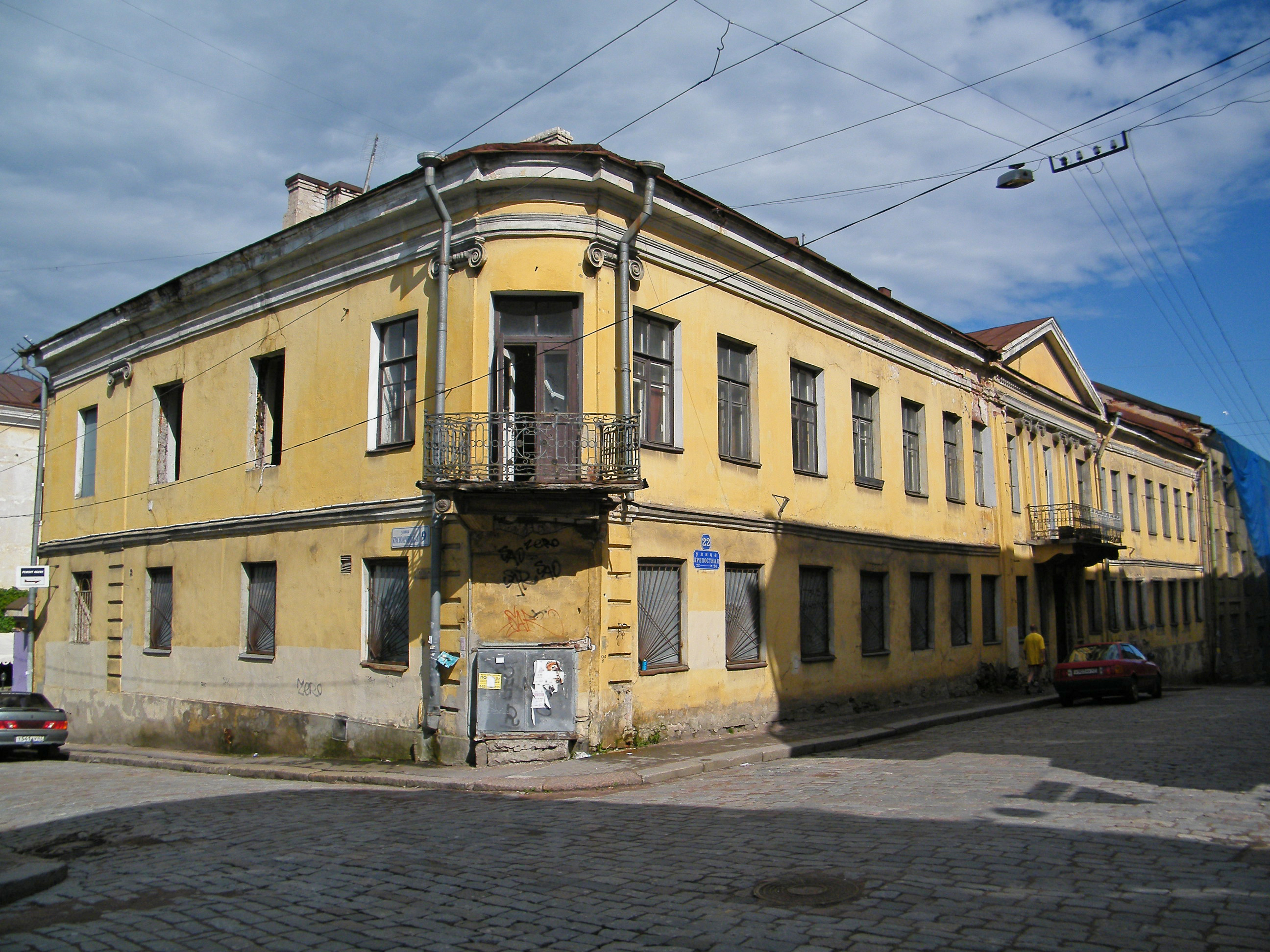
Дом № 22 по Крепостной улице

- ул. Крепостная, дом № 22